# Ерік Гоффер
Ерік Гоффер (15 липня 1902 — 21 травня 1983) — американський філософ та психолог. Він був автором десяти книг і був нагороджений Президентською медаллю Свободи в лютому 1983 року. Його перша книга «Істинновіруючий» (1951) була широко визнана класикою, отримавши визнання критиків як з боку науковців, так і з боку неспеціалістів хоча Хоффер вважав, що «Випробування змін» (1963) є його найкращою роботою.

## Життєпис
Народився у Нью-Йорку в родині столяра імігранта. В дитинстві розмовляв німецькою та англійською мовами. У віці 7 років внаслідок травми голови втратив зір, тому не ходив до школи. У 15 років його зір відновився. Втратив обох батьків у підлітковому віці і з 300 доларами переїхав у Каліфорнію. Заробляв на життя різними роботами, такими як наприклад видобування золота чи вантажником у порті Сан-Франциско. Багато читав.
Після успіху книги «Істинновіруючий» (The True Believer: Thoughts On The Nature of Mass Movements) продовжив літературну діяльність. Серед інших книг «Пристрасний розум та інші афоризми» (The Passionate State of Mind, and Other Aphorisms) 1954, «Труднощі змін» (The Ordeal of Change) 1963, «Дух часу» (The Temper of Our Time) 1967, «Роздуми про людське існування» (Reflections on the Human Condition) 1973, «У наш час» (In Our Time) 1976. Видав щоденник, в якому описав своє життя на березі моря. Автобіографія «Уявна правда» (Truth Imagined) вийшла в рік його смерті 1983.